# Cornillé
Cornillé is een gemeente in het Franse departement Ille-et-Vilaine (regio Bretagne). De plaats maakt deel uit van het arrondissement Fougères-Vitré. Cornillé telde op 1 januari 2022 967 inwoners.

## Geografie
De oppervlakte van Cornillé bedroeg op 1 januari 2022 12,47 vierkante kilometer; de bevolkingsdichtheid was toen 77,5 inwoners per km².

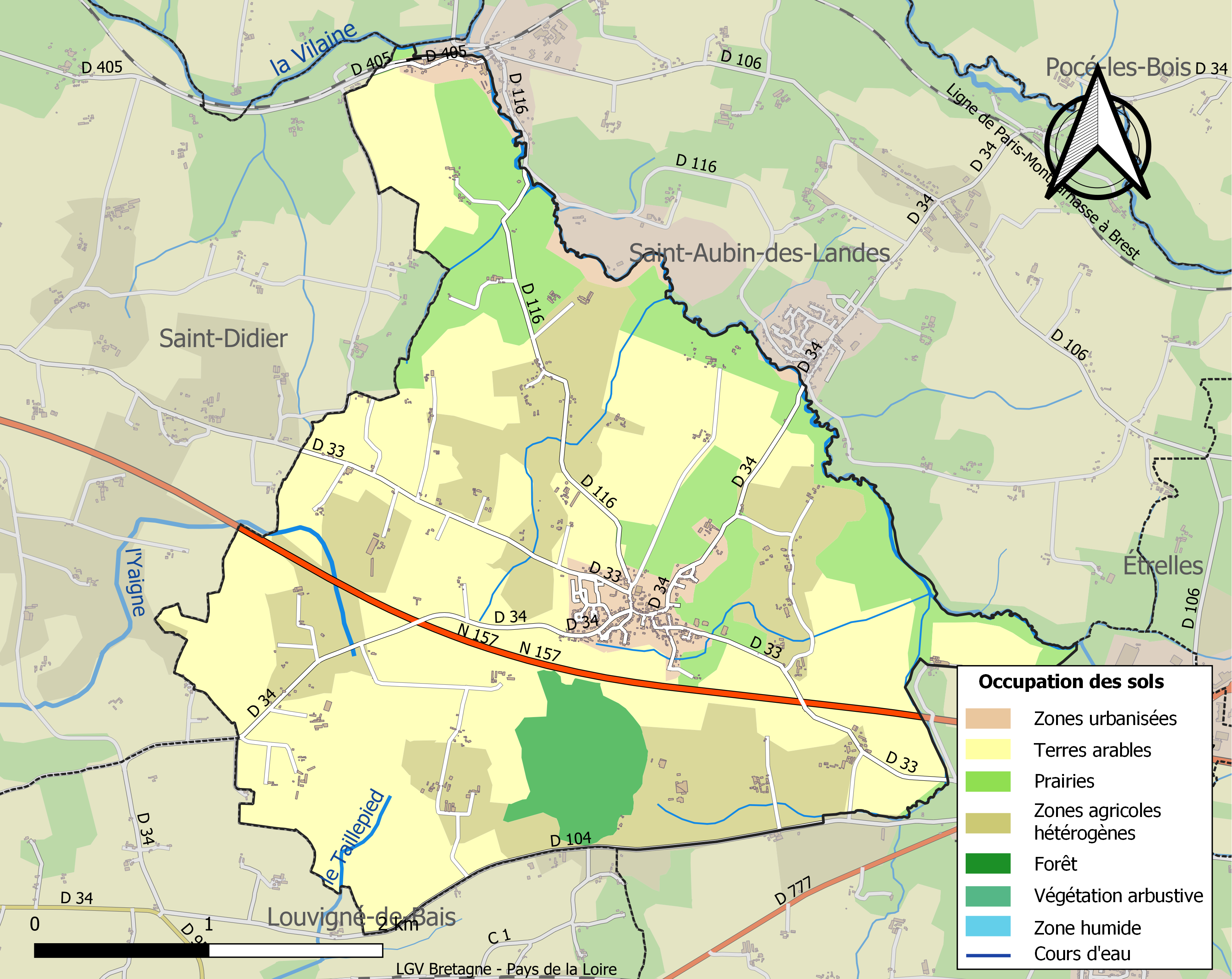
Kaart van de gemeente met belangrijkste infrastructuur, bodemgebruik en omliggende gemeenten

## Demografie
Onderstaande figuur toont het verloop van het inwonertal, bron: INSEE-tellingen. 